# Declarația de la Geneva din 1924 privind Drepturile Copilului

Declarația de la Geneva din 1924 privind Drepturile Copilului

Declarația de la Geneva din 1924 privind Drepturile Copilului este numele dat unei serii de proclamații legate de drepturile copilului proclamații elaborate în anul 1923 de către Eglantyne Jebb, fondatoarea organizației Salvați Copiii. Jebb credea că drepturile copilului ar trebui să fie protejate și aplicate cu precădere. De aceea a elaborat astfel primele prevederi cu privire la drepturile copilului. Documentul inițial al lui Jebb din anul 1923 a constat din următoarele criterii:
1. Copilul trebuie să dispună de mijloacele necesare pentru dezvoltarea sa normală, atât materială cât și spirituală.
2. Copilul care este flămând trebuie să fie hrănit, copilul este bolnav trebuie să fie îngrijit, copilul care este retardat trebuie să fie ajutat, copilul delincvent trebuie să fie recuperat, iar orfanul și văduva trebuie să fie protejați.
3. În vremuri de primejdie copilul trebuie sa primească primul îngrijire.
4. Copilul trebuie sa fie pus în poziția de a câștiga traiul, și trebuie să fie protejat împotriva oricărei forme de exploatare.
5. Copilul trebuie sa fie introdusă în conștiința că talentele sale trebuie să fie consacrată la serviciul de oameni confratelui său.

Aceste idei au fost adoptate de Uniunea Internațională Salvați Copiii, în Geneva, la 23 februarie 1923 iar apoi aprobate de către Adunarea Generală a Ligii Națiunilor la data de 26 noiembrie 1924 cu titlul de Carta Bunăstării Copilului. Cu toate acestea, aceste declarații nu au fost executorii în dreptul internațional, ci mai degrabă linii de orientare pe care țările puteau sau nu să le urmeze. Documentul original se află în arhivele orașului Geneva și poartă semnăturile delegaților internaționali, inclusiv cele ale lui Jebb, Janusz Korczak și Ador Gustave, fost președinte al Confederației Elvețiene.
La 20 noiembrie 1989, Adunarea Generală a Organizației Națiunilor Unite a adoptat o versiune mult mai extinsă, ca declarația proprie a Drepturilor Copilului, în timpul Convenției privind Drepturile Copilului, adăugând zece principii suplimentare celor cinci principii originale. Această dată a fost adoptată ca Ziua universală a copiilor. La 2 septembrie 1990 Convenția a devenit lege internațională. 
Convenția constă din 54 de articole care se adresează nevoile de bază ale copiilor de pretutindeni precum: dreptul la viață, dreptul de a dezvolta la maximumul potențialului lor, dreptul la protecție față de influențele dăunătoare, dreptul de a fi protejați de abuz și exploatare, precum și dreptul de a participa pe deplin la viața de familie, viața culturală și socială . [3] Cele patru principii de bază ale Convenției sunt non-discriminarea, devotamentul față de interesul superior al copilului, dreptul la viață, supraviețuire și dezvoltare precum și respectul pentru punctele de vedere ale copilului .
În conformitate cu Convenția, un copil este definit ca fiind "... orice ființă umană sub vârsta de optsprezece ani excepția cazului în care, în conformitate cu legea aplicabilă copilului, majoratul este atins mai devreme."